# Lista de deuses maias e seres sobrenaturais
Lista de nomes de deidades que desempenham um papel na religião maia clássica (200–1000 CE), pós-clássica (1000–1539 CE) e período de contato (1511–1697). Os nomes são retirados principalmente dos Livros de Chilam Balam, etnografia Lacandonia, Codex de Madri, obra de Diego de Landa e Popol Vuh. Dependendo da fonte, a maioria dos nomes é Iucateco ou Kʼiche'. Os nomes do período clássico (pertencentes ao idioma maia clássico) raramente são conhecidos com certeza.

## Deuses mitológicos maias

### Chave de origem da lista
- CHB - Livros de Chilam Balam
- ALC - Etnografia Lacandone
- L - Diogo de Landa
- M - Codex de Madri
- PV - Popol Vuh

## A

### Alom
O deus do céu e da madeira.

### Ah-Muzen-Cab
Deus da abelha. Yum Cimil Deus da morte.

## B

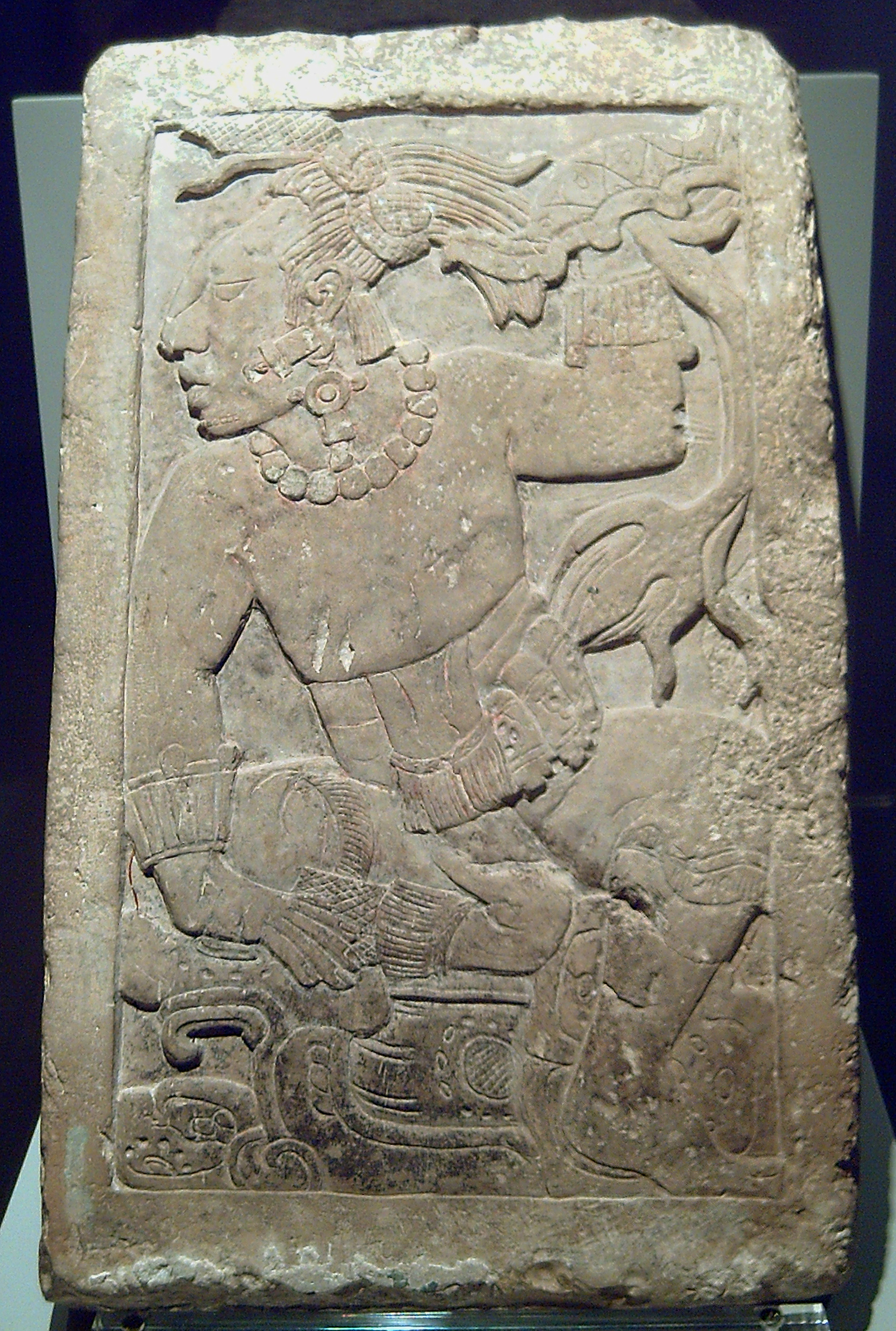
Apoio do trono de Palenque mostrando um jovem nomeado oficial atuando como Bacab. _{Museu das Américas, Madri, Espanha}

### Bacab
O velho deus do interior da terra e do trovão, portador do céu, quatro vezes.

### Baalham
O deus jaguar do submundo. Também qualquer um de um grupo de deuses jaguar que protegiam pessoas e comunidades.

### Bitol pv*
Um deus do céu. Uma das divindades criadoras e destruidoras que participaram das duas últimas tentativas de criação da humanidade.

### Bolon Tzʼakab (Dzacab)*L* [deus K]
Ah Bolon Dzacab "Inumeráveis Gerações", o deus do raio, patrono da colheita e das sementes.

### Bolontiku *CHB*
Um grupo de nove deuses do submundo.

### Bolon Yokteʼ
"Nove Passos", mencionados nos Livros de Chilam Balam e nas inscrições Clássicas; funções desconhecidas.

### Buluc Chabtan [deus F]
O deus da guerra, violência, sacrifício e jogo.

## C

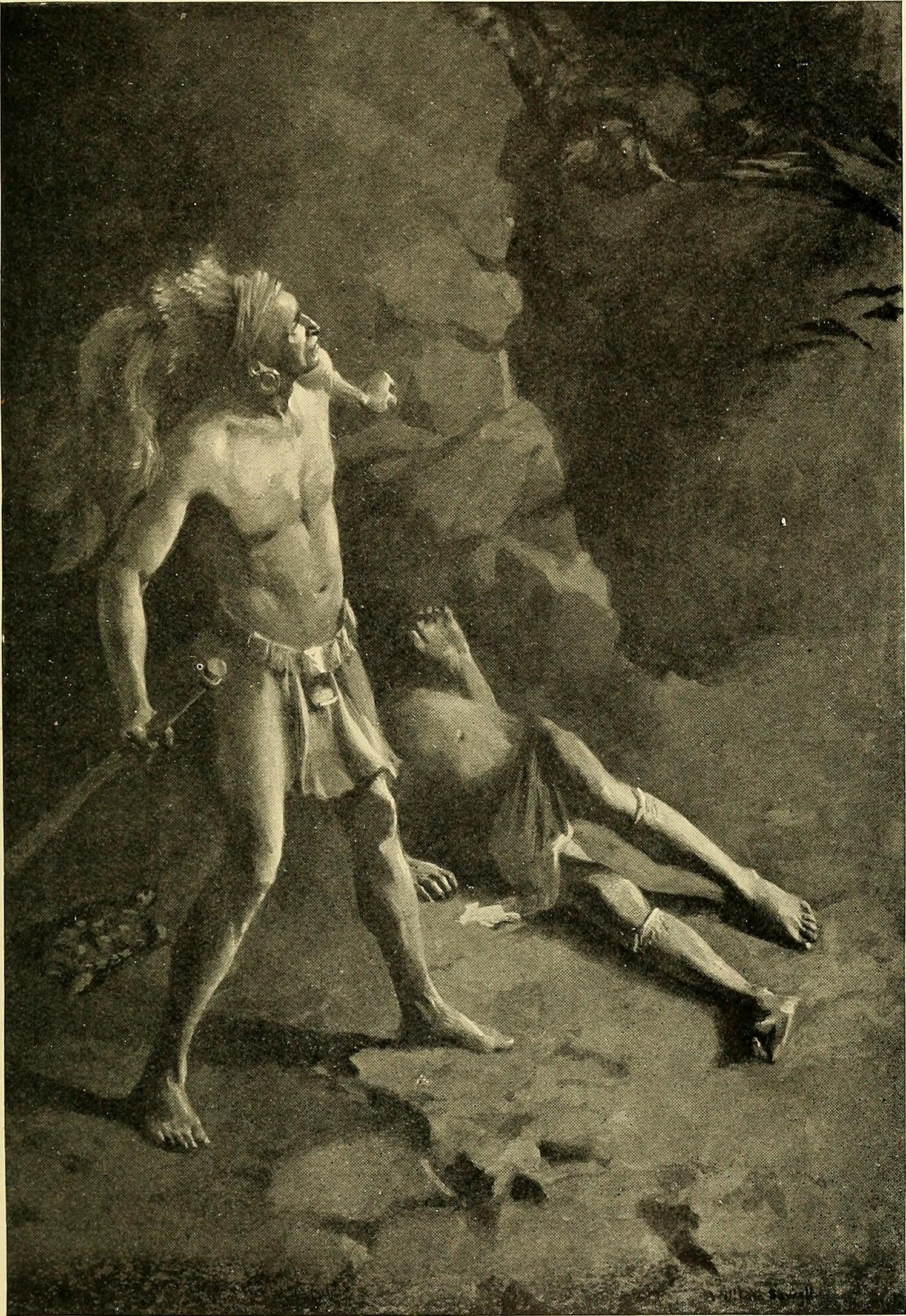
"Na Casa dos Morcegos, o lugar de terror, Camazotz, o governante dos morcegos, desceu sobre eles com um zumbido de asas de couro". _{Mictlan, pp. 95, 96}

### Cabrakan
Um deus das montanhas e terremotos. Ele era filho de Vucub Caquix e Chimalmat.

### Cacoch * ALC *
Um deus criador.

### Camazotz * PV *
Um deus morcego e deus da morte.

### Tzicnal pode * L *
O Bacab do norte, associado à cor branca, e os anos Muluc. Filho de Itzamna e Ixchel.

### Chaac * L *
O deus das tempestades e da chuva, inimigo de Camazotz e empunha um machado de raios.

### Chaac Uayab Xoc * L *
Um deus dos peixes e a divindade padroeira dos pescadores.

### Chiccan
Um grupo de quatro deuses da chuva Chorti que vivem em lagos e fazem nuvens de chuva da água neles. Assim como os Bacab, cada um dos deuses da chuva estava associado a uma direção cardinal. Chiccan também foi o nome de um dia no ciclo Tzolkin do calendário.

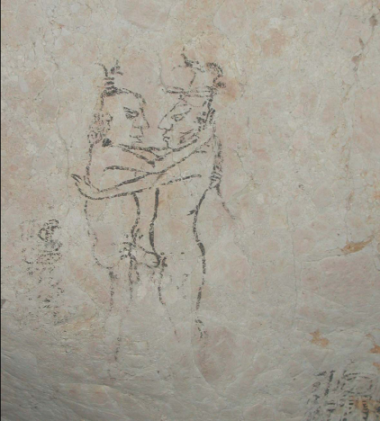
Ritual homossexual provavelmente em homenagem a Chin.

### Cit-Bolon-Tum
Um deus da medicina e cura.

### Guerreiro Chimalmat * PV *
Um gigante que era, por Vucub Caquix, a mãe de Cabrakan e Zipacna.

### Chin
O principal deus dos relacionamentos homossexuais.

### Cizin
Um deus da morte que vivia em Metnal.

### Colel Cab
Deusa das abelhas.

### Colop U Uichkin *RITUAL DOS BACABS *
Uma divindade do eclipse.

### Coyopa
O Deus do Trovão. Irmão de Cakulha.

## E

### Ek Chuaj * M * (Deus M)
Ek Chuaj, o "chefe da guerra negra" era o deus padroeiro dos guerreiros e comerciantes. Ele foi retratado carregando um saco por cima do ombro. Na arte, ele era um homem de pele escura com círculos ao redor dos olhos, cauda de escorpião e com o lábio inferior pendurado.

## G

### GI, GII, GIII
As três divindades padroeiras do reino Palenque, compostas por uma divindade do mar com uma concha, GII um deus relâmpago bebê (deus K) e GIII o deus onça-pintada do fogo, também patrono do número sete.

### Gukumatz> Qʼuqʼumatz *PV*
Um deus e criador de cobras emplumadas. A representação da divindade da serpente emplumada está presente em outras culturas da Mesoamérica. Gukumatz dos maias Kʼicheʼ está intimamente relacionado ao deus Kukulkan de Yucatán e a Quetzalcoatl dos astecas.

## H

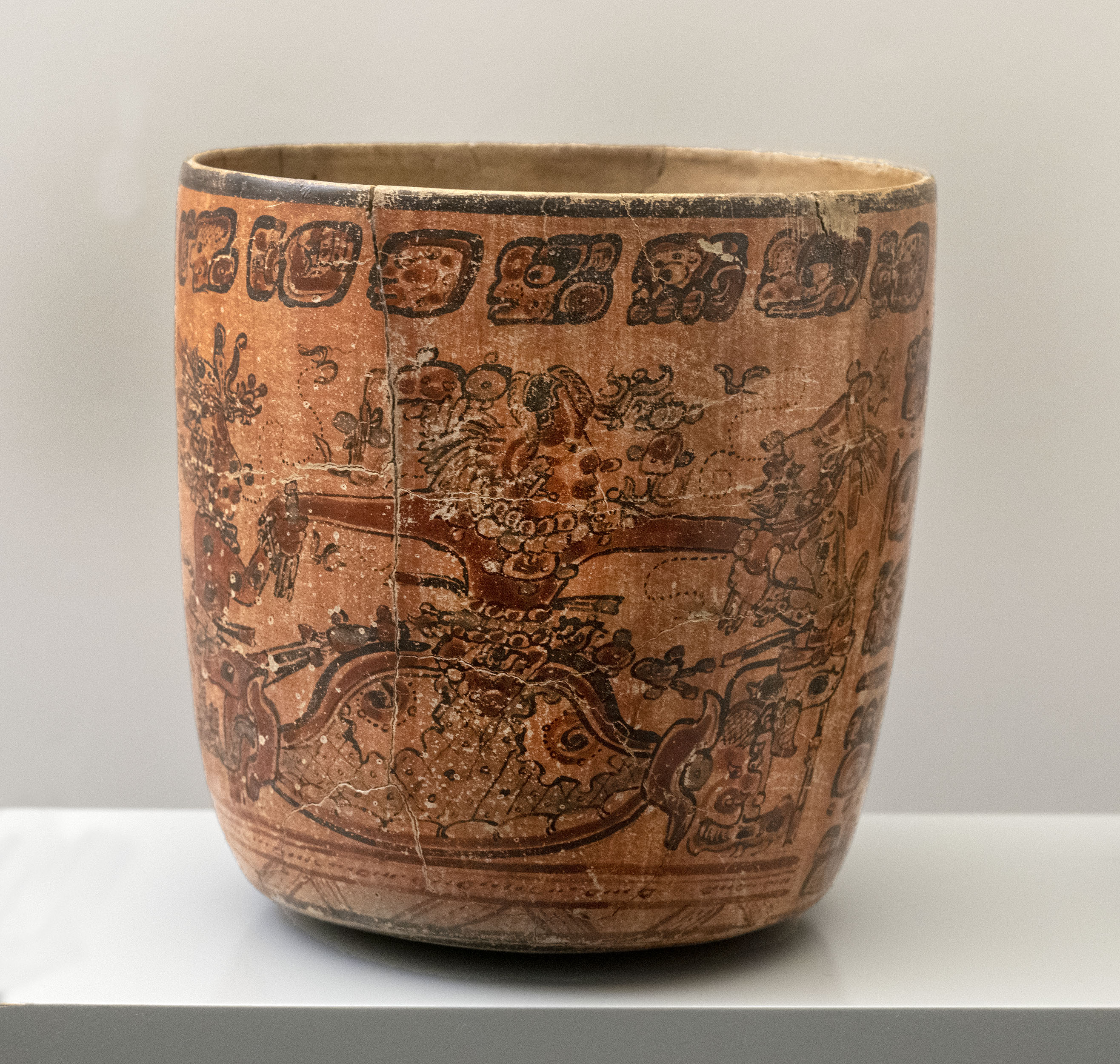
Uma cena representando a ressurreição de Hun-Hunahpú. _{Datado no período de 600 a 900 d.C. - Cultura maia da Guatemala.}

### Hachäkʼyum * LAC *
Divindade padroeira dos Lacandones.

### Hobnil * L *
Bacab do leste.

### Hozanek * L *
Bacab do sul.

### Hum Hau
Um deus da morte e do submundo.

### Hun-Batz * PV *
"Um macaco bugio", um dos dois irmãos adotivos dos Heróis Gêmeos, um dos Deuses dos macacos bugios e patrono das artes.

### Hun-Came * PV *
"Uma-Morte", um senhor do submundo (Xibalba) que, juntamente com Vucub-Veio "Sete-Mortes", matou Hun Hunahpu. Eles foram derrotados pelos filhos deste último, os Gêmeos Heróis.

### Hun-Chowen * PV *
Um dos dois irmãos adotivos dos Heróis Gêmeos, um dos Deuses dos Macacos Uivadores e patrono das artes.

### Hun-Hunahpú* PV *
O pai dos heróis maia gêmeos Ixbalanque e Hun-Ahpu por uma virgem. Decapitado em Xibalba, o submundo, pelos governantes de Xibalba, Hun Came e Vucub Caquix.

### Hunab Ku
"Deus único", idêntico a Itzamna como o deus mais alto de Yucatec; ou um deus superior mais abstrato. * A pesquisa atual agora indica que esse símbolo 'maia' não é de origem maia e sim uma invenção de um missionário católico para introduzir mais facilmente o conceito de um deus na cultura maia.

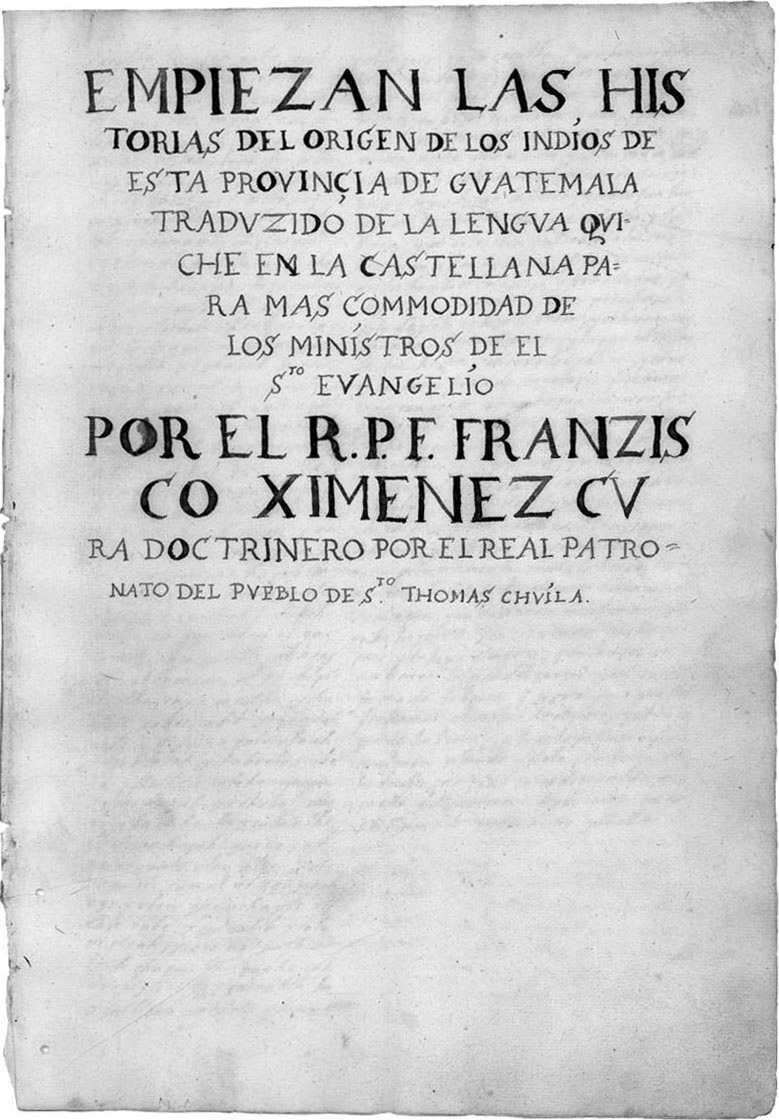
Página título do mais antigo manuscrito Popol Vuh.

### Hun-Ahpu * PV *
Um dos  Heróis Gêmeos.

### Hunahpu-Gutch * PV *
Um dos treze deuses criadores que ajudaram a criar a humanidade.

### Hunahpu Utiu * PV *
Um dos treze deuses criadores que ajudaram a criar a humanidade.

### Hun-Ixim
"Milho Único", uma leitura do nome glifo do Período Clássico Tonsurado do Deus Milho

### Hun-nal-ye
Uma leitura obsoleta do nome glifo do Período Clássico Tonsurado do Deus Milho

### Huracan * PV *
"Uma Perna", um dos três deuses relâmpagos juntos chamado "Coração do céu", e atuando como criadores do mundo.

## I

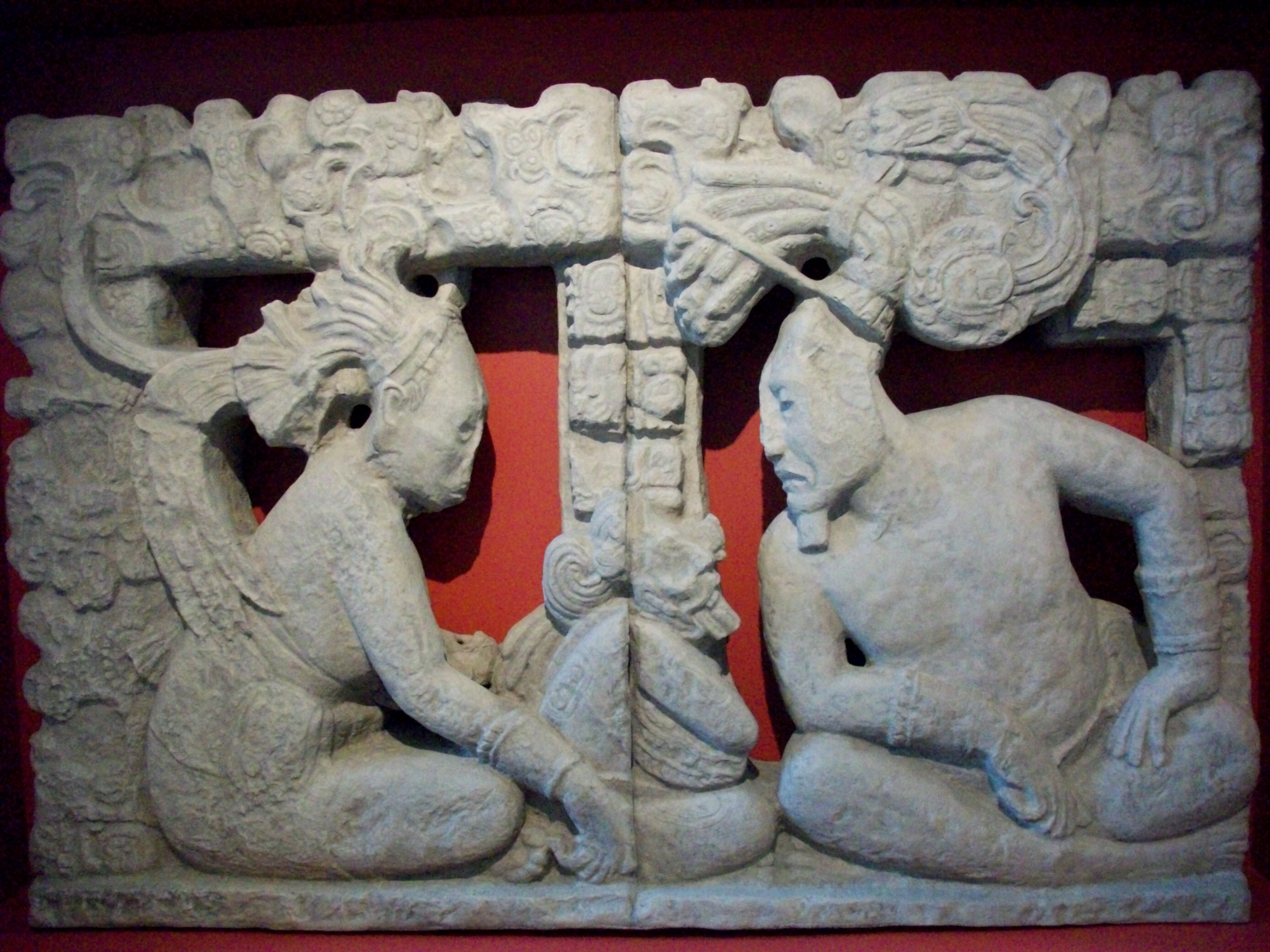
Representação Ixchel (esquerda) e Itzamná (direita) na Montanha Sagrada antes da criação do mundo.

### Itzamna
O fundador do milho e do cacau, além de escrever, calendários e medicamentos. Uma vez mencionado como o pai dos Bacabs.

### Itzananohkʼu
Um deus padroeiro do povo Lacandone.

### Ixchel * L * [deusa O]
Deusa Jaguar de obstetrícia e medicina.

### Ixmucano * PV *
Um dos treze deuses criadores que ajudaram a criar a humanidade, avó dos Heróis Gêmeos.

### Ixpiyacoc * PV *
Um deus criador que ajudou a criar a humanidade.

### Ixtab * L *
Deusa do suicídio, representada com uma corda no pescoço.

## J

### Jacawitz * PV *
Deus da montanha dos maias pós-clássicos do Kʼicheʼ

## K

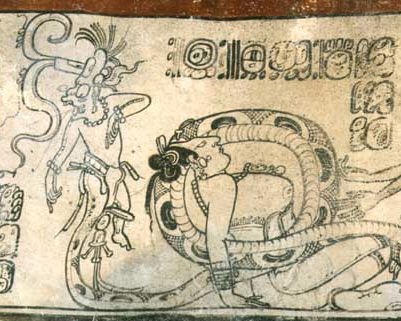
Mulher entrelaçada pela perna de serpente de Kʼawiil

### Kʼawiil (Kawil, Kauil)
Supõe-se que tenha sido o nome clássico de Deus K (Bolon Dzacab). Título atestado por Itzamna, Uaxac Yol e Amaite Ku; sobrenome; provavelmente não significa "comida", mas "poderoso".

### K'inich Ahau
A divindade solar.

### Kisin (Cisina)
O Deus da morte mais comumente representado.

### Kukulkan
"Serpente emplumada". Embora fortemente mexicanizado, Kukulkan tem suas origens entre os maias do período clássico, quando era conhecido como Waxaklahun Ubah Kan (/waʃaklaˈχuːn uːˈɓaχ kän/), a serpente de guerra, e ele foi identificado como a versão pós-clássica da serpente da visão de arte maia clássica.

## M

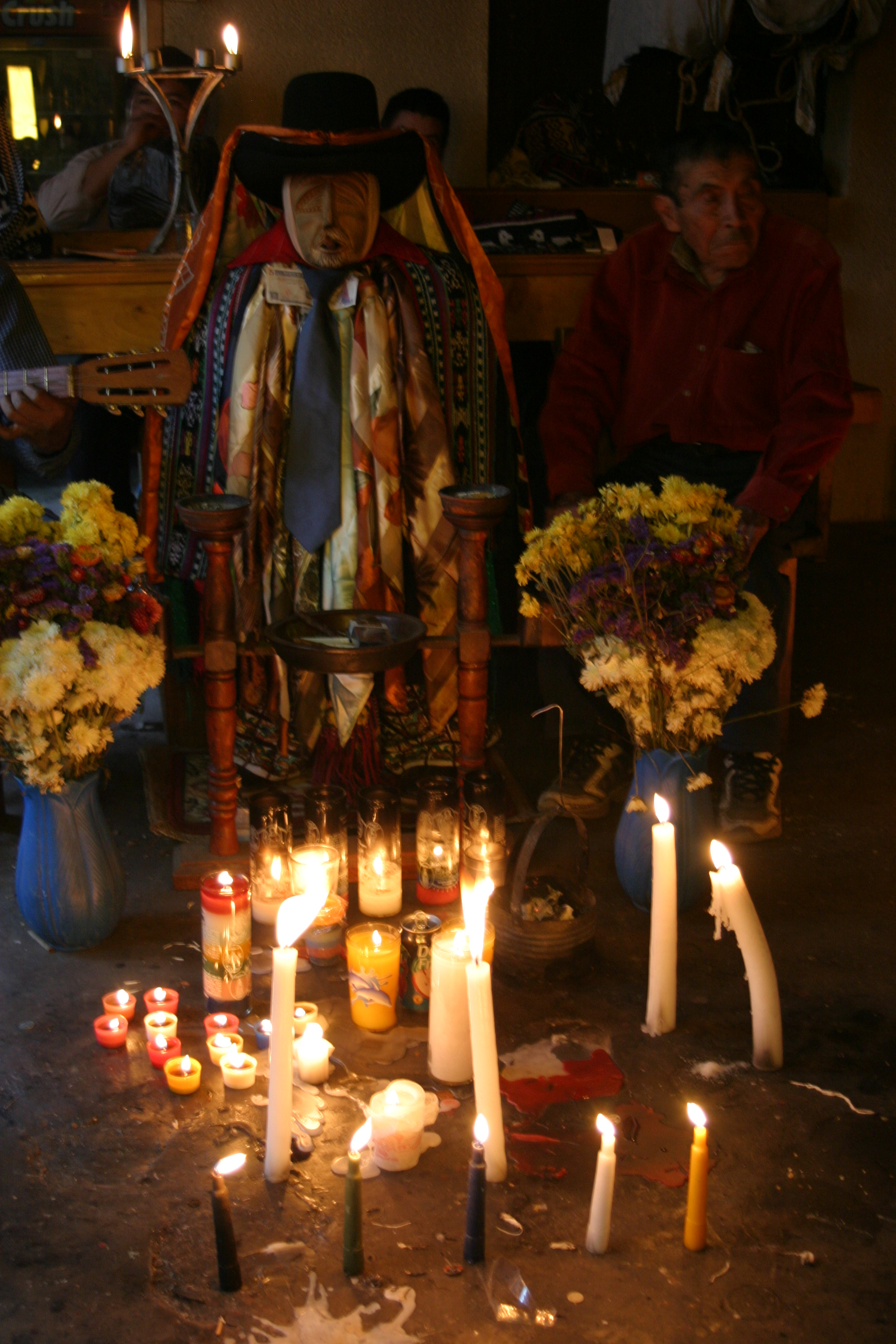
Manequim de Maximón e velas

### Mam
Um título de respeito que significa "Avô" e aplicado a várias deidades maias, incluindo espíritos da terra, espíritos da montanha e os quatro Bacabes.

### Maximon
Um deus dos viajantes, comerciantes, curandeiros, travessuras e fertilidade, mais tarde entrou em conflito com São Simão e, nos tempos modernos, faz parte das celebrações em torno da Semana Santa.

## N

### Nakon
O deus da guerra.

### Nohochacyum
Uma divindade criadora-destruidora, o irmão do deus da morte Kisin (ou possivelmente outro deus do terremoto também conhecido como Kisin). Ele é o inimigo jurado da serpente mundial Hapikern e diz-se que, no final dos dias, ele destruirá o Hapikern envolvendo-o em torno de si para sufocá-lo. Em algumas versões, isso destruirá a vida na Terra. Ele está relacionado, em algumas histórias, a Usukan, Uyitzin, Yantho e Hapikern, todos os quais desejam mal aos seres humanos. Irmão de Xamaniqinqu, o deus padroeiro dos viajantes e comerciantes.

## Q

### Qaholom *PV*
Um Deus do segundo conjunto de Deuses criadores.

### Qʼuqʼumatz *PV*
Deus cobra emplumada e criador. A representação da divindade da serpente emplumada está presente em outras culturas da Mesoamérica. Qʼuqʼumatz dos maias Kʼicheʼ está intimamente relacionado ao deus Kukulkan de Yucatán e a Quetzalcoatl dos astecas.

## S

### Sip
Um deus caçador dos maias de Yucatec provavelmente correspondia, no período clássico, a um humano idoso com orelhas de veado e chifres.

## T

### Tepeu *PV*
Um Deus do céu e uma das divindades criadoras que participaram das três tentativas de criação da humanidade.

### Tohil *PV*
Um deus padroeiro dos K'iche ', para quem um grande templo foi erguido na capital Kʼiche', Qʼumarkaj.

## V

### Vatanchu
"Deus Hetero", um deus da montanha da Mancha Pós-Clássica Chʼol.

### Votan
Deidade ancestral lendária, Chiapas.

### Vucub-Caquix *PV*
Um ser de pássaro, cuja esposa é Chimalmat e cujos filhos são os gigantes demoníacos Cabrakan e Zipacna.

## X

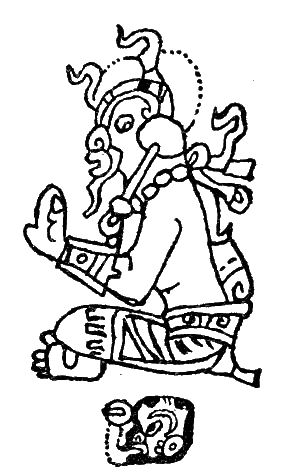
Xaman Ek, o deus da estrela do norte

### Xaman Ek
O deus dos viajantes e comerciantes, que lhe ofereciam ofertas nas bermas das estradas enquanto viajavam.

### Xbalanque *PV* [deus CH]
Um dos Heróis ou Gêmeos de Guerra e companheiro de Hunahpu.

### Xcarruchan
Um deus da montanha da Mancha pós-clássica Chʼol.

### Xmucane e Xpiayoc *PV*
Um casal de deuses criadores que ajudou a criar os primeiros humanos. Eles também são pais de Hun Hunahpu e Vucub Hunahpu. Eles foram chamados Avó do Dia, Avó da Luz e carregadora duas vezes, criaram duas vezes e receberam os títulos de parteira e casamenteira.

### Xquic
Ela era filha de Cuchumaquic, um dos senhores do submundo, Xibalba. Ela é conhecida por ser mãe dos Heróis Gêmeos, Hunahpu e Xbalanque e às vezes é considerada a deusa Maya associada à lua minguante.

## Y

### Yaluk
Um dos quatro "avôs" de Mopan da terra e principal deus dos raios.

### Yopaat
Um importante deus da chuva em Copán e Quiriguá, no sul da região maia.

### Yum Cimil
Deus da morte, doença e submundo.

### Yum Kaax
Deus dos bosques, da natureza selvagem e da caça; invocado antes de cortar um campo de milho do deserto.

## Z

### Zac Cimi *L*
O Bacab do oeste.

### Zipacna *PV*
Uma personificação demoníaca da crosta terrestre.